# Giselle4
Giselle4（ジゼル4）は、日本のガールズボーカル＆ダンスグループである。

## 概要
大阪のダンススクールで出会った4人が、クラシックバレエの中でもロマンティックバレエを代表する作品の演目である「Giselle」の主人公の少女達のように、混沌としたこの世界を「美しく強く生きていく」というコンセプトのもとに、2013年の春に結成された。
2013年8月にシングル『GO BACK』でインディーズデビュー。EDM meets R&B的サウンドとダンスが特徴で、インディーズアーティストの聖地とも呼ばれる大阪城公園でストリートライブを重ねるなど、地元大阪を拠点に活動していた。2014年11月に、メジャー1stシングル「LOVE-A-DUB」がリリース。
2016年3月6日のワンマンライブを最後に解散。

## メンバー
| 名前 | 担当             | 生年月日               | 血液型 | 得意なダンスジャンル  |
| ---- | ---------------- | ---------------------- | ------ | --------------------- |
| MAMI | Rap,Vocal&Chorus | 1994年7月19日（30歳）  | O型    | FREE STYLE JAZZ       |
| SAKI | Vocal,Chorus&Rap | 1996年8月1日（28歳）   | O型    | JAZZ                  |
| MIYU | Vocal&Chorus     | 1995年11月15日（29歳） | O型    | JAZZ、HIP HOP JAZZ    |
| SERI | Vocal&Chorus     | 1994年2月14日（31歳）  | AB型   | JAZZ、FREE STYLE JAZZ |

## ディスコグラフィ
- 2013.8.21　Single「GO BACK」
- 2014.3.5　Indies 1st Mini Album「Giselle4」
- 2014.5.14　Indies 2nd Single「STEPPIN' BACK」
- 2014.8.27　iTunes Store限定アルバム「WONDER GIRL」
- 2014.11.5　メジャーデビューシングル「LOVE-A-DUB」